# Escut de Canyelles
L'escut oficial de Canyelles té el següent blasonament:
| « | Escut caironat: d'or, una canya de sinople. Per timbre, una corona de baró. | » |

## Història
Va ser aprovat l'11 de febrer de 2014 i publicat al DOGC el 25 de febrer del mateix any amb el número 6569.
La canya és l'element que ha representat tradicionalment el municipi i també un senyal parlant. Últimament havia derivat en una mena de palma de margalló, espècie vegetal molt corrent al massís de Garraf. La corona que timbra l'escut fa referència a la baronia de Canyelles, que històricament ha tingut la seu al castell de Canyelles.